# Jardines de Méndez Núñez
Los jardines de Méndez Núñez son unos jardines de la ciudad de la La Coruña situados entre Los Cantones y el puerto. Están dedicados al marino Casto Méndez Núñez, héroe de la Primera Guerra del Pacífico.

## Historia

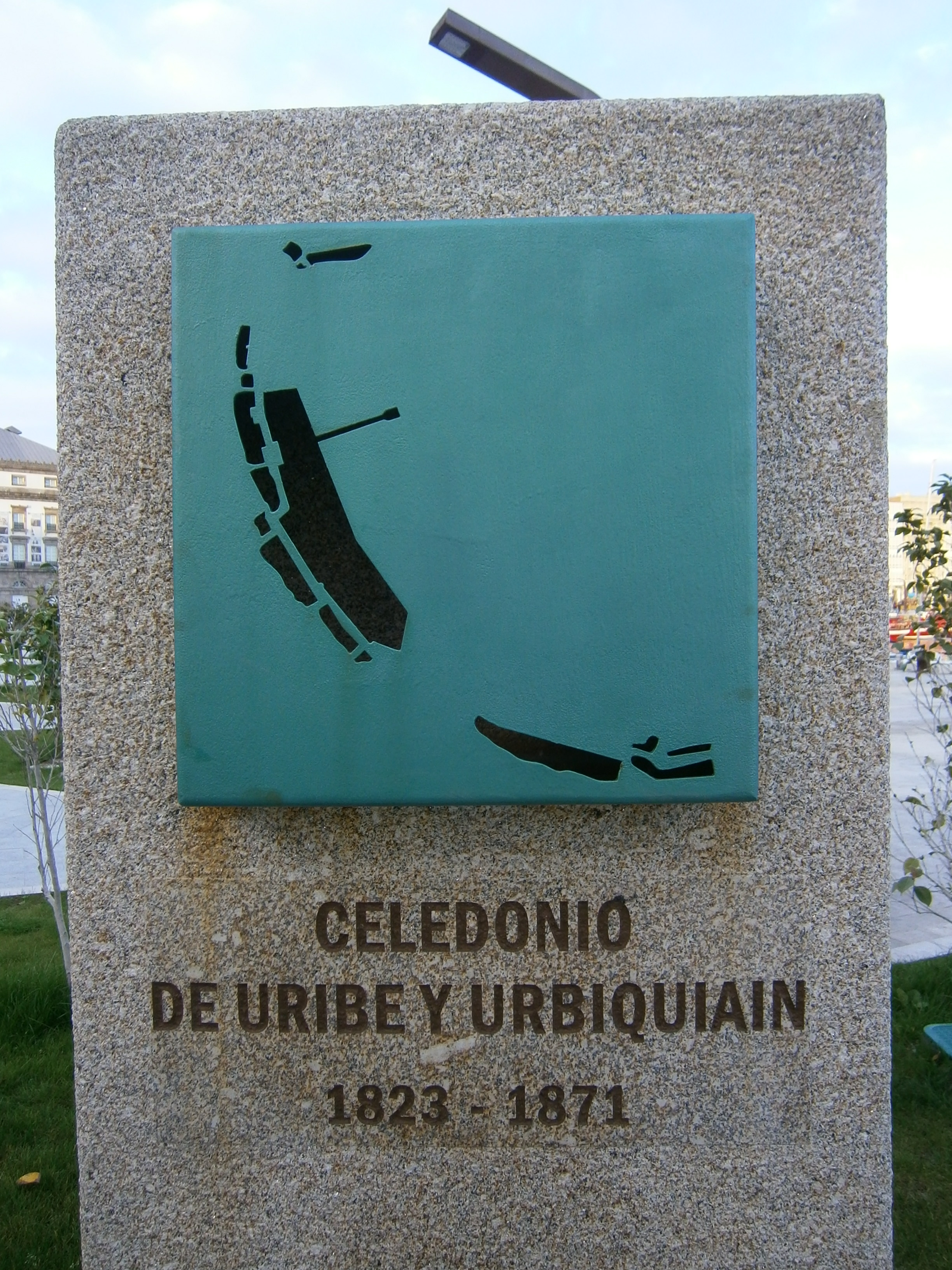
Ampliación del puerto de Celedonio de Uribe

Hasta mediados del siglo XIX el único espacio ajardinado de La Coruña era el baluarte de San Carlos. Con el proyecto de ampliación del puerto de Celedonio de Uribe apareció una área ganada al mar que se llamó el Relleno. Esta zona fue ajardinada por propuesta del arquitecto municipal José María Noya siguiendo el diseño de Narciso García de lana Torre.
En el año 1868 se creó la alameda pública, que el 8 de mayo de 1871 recibió el nombre de Méndez Núñez. El jardín se fue mejorando gracias a las donaciones de ciudadanos y figuras ilustres como Modesta Goicouría.
Durante el siglo XIX se instalaron también quioscos de refrescos y para la celebración de ferias, siendo el primero el diseñado por Faustino Domínguez Domínguez en 1877. Para poder llevar a cabo bailes se inauguró en 1884 un palco de la música y a partir de 1896 se colocaron estatuas para reconocer la algunos personajes públicos.
A principios del siglo XX comenzó la construcción de los quioscos fijos.

## Descripción

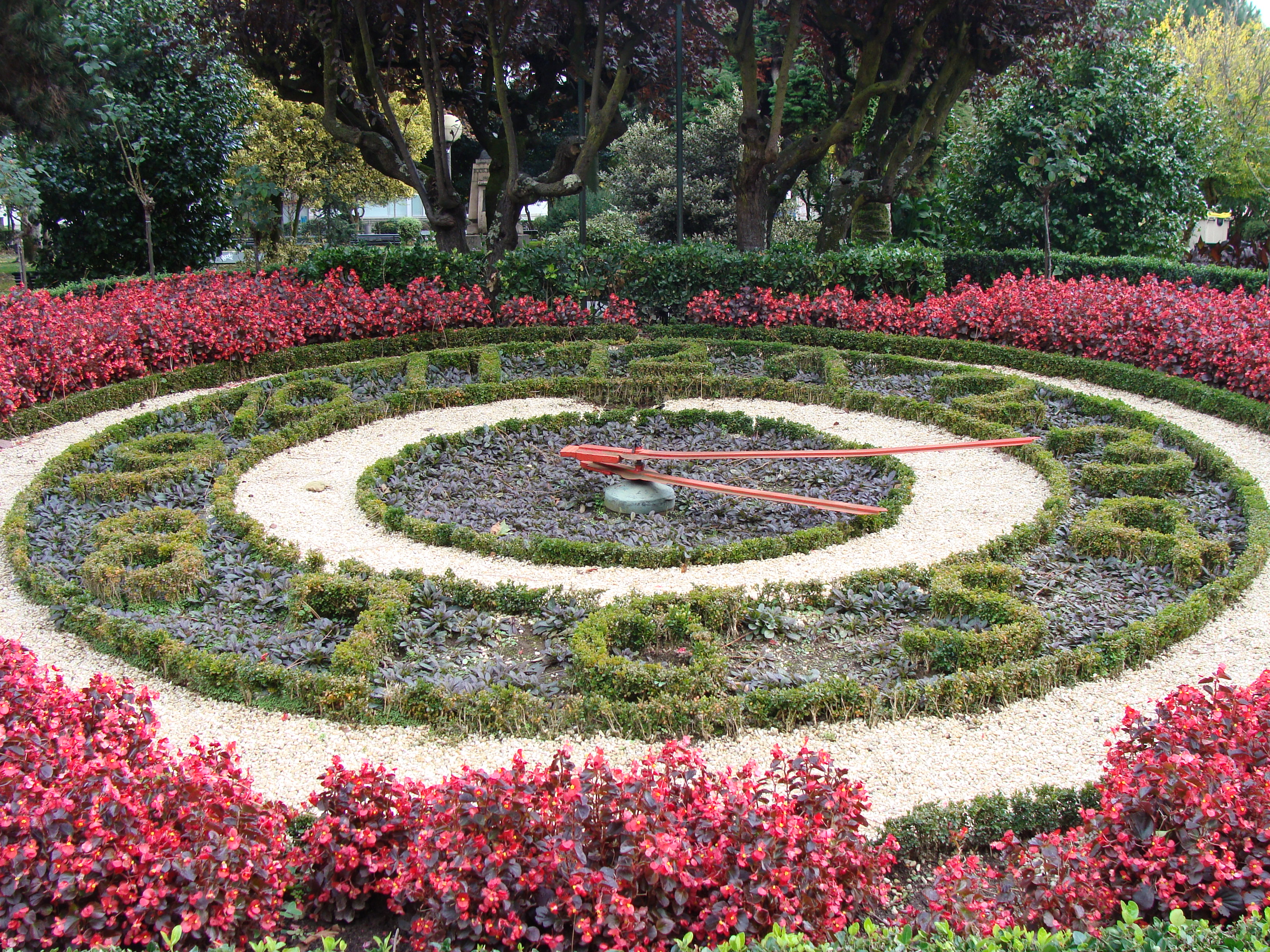
Reloj floral

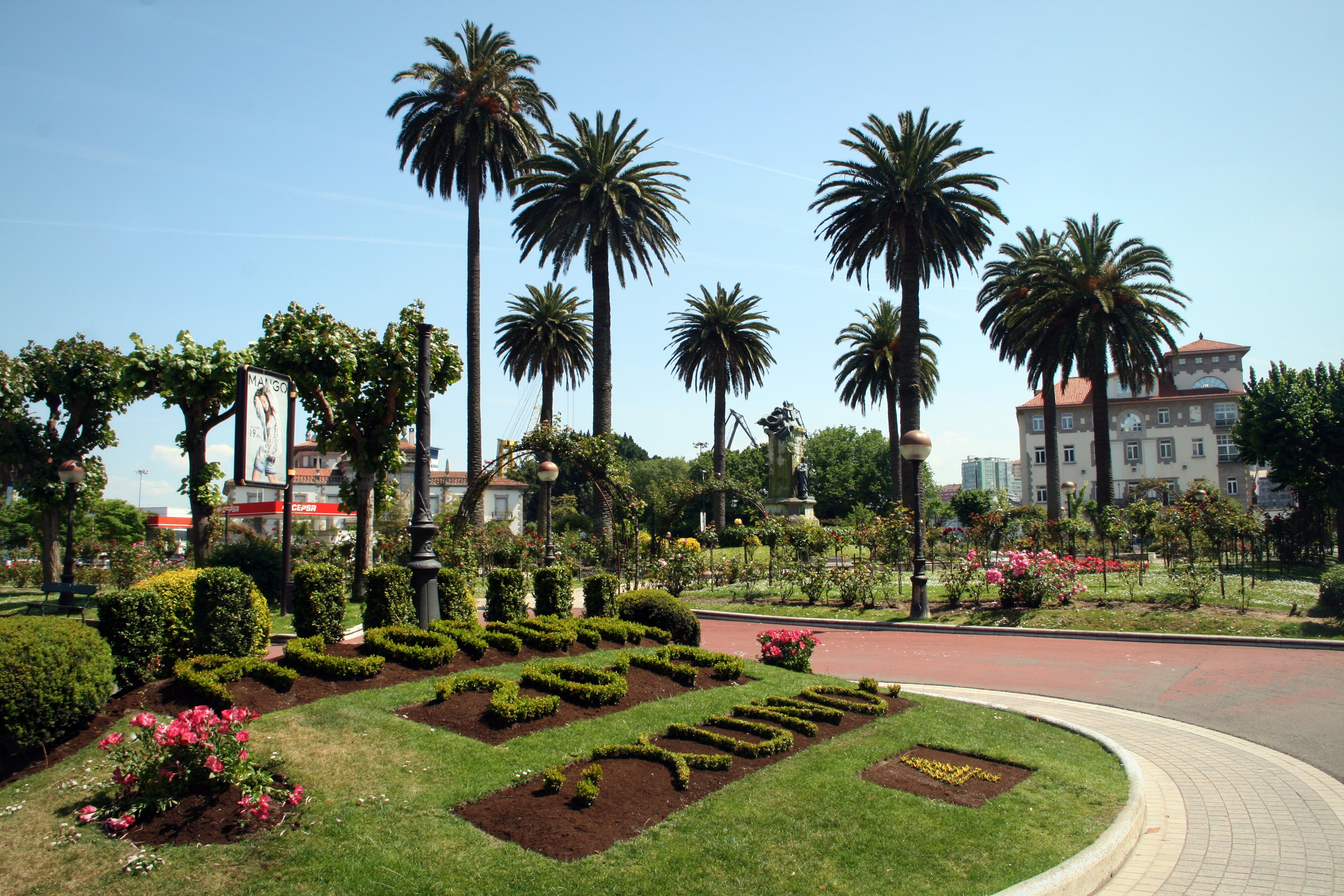
Calendario floral

Los jardines están estructurados en tres áreas:
- El paseo de palmeras.
- Masa arbórea central, en la que se encuentran el calendario y el reloj floral.[5]
- El rosal.

## Botánica
Los jardines acogen especies muy diversas entre las que destacan los dos grupos de palmeras canarias reconocidos como árboles singulares de Galicia.
También están catalogados el Eucalyptus diversicolor, el ombú y las kentias.

## Arquitectura
Entre los elementos arquitectónicos de los jardines destacan:
- El Palco de la Música, que fue diseñado por el arquitecto municipal Juan de Ciórraga en 1884, basado en una de las propuestas de la compañía inglesa Walter MacFarlam & Co., de Glasgow.[8][9] El palco actual es una réplica construida en 1985.
- El Teatro Colón, de Jacobo Rodríguez-Losada Trulock (1945).
- El Hotel Atlántico, en el que se encuentra el Casino Atlántico, se construyó sobre el antiguo Hotel Atlantic (1923), que a su vez se levantó sobre el Salón Cine Coruña.
- El Kiosco Alfonso (1912-13), edificio modernista de Rafael González Villar, hoy sala de exposiciones.[10]
- La Terraza, diseñada por Antonio de Mesa y Pedro Marino (1921-1922), sustituyó al primitivo edificio trasladado a Sada en 1921.
- El edificio Atalaya (1933), de estilo racionalista.[11] Obra de Antonio Ternero, originariamente acogía los baños, un almacén y una biblioteca infantil.[12]
- El kiosko-bar "Copacabana" (1984), obra del arquitecto Xosé Manuel Casabella recibió un accésit en la primera edición de los premios COAG de arquitectura.[13][14]

## Escultura

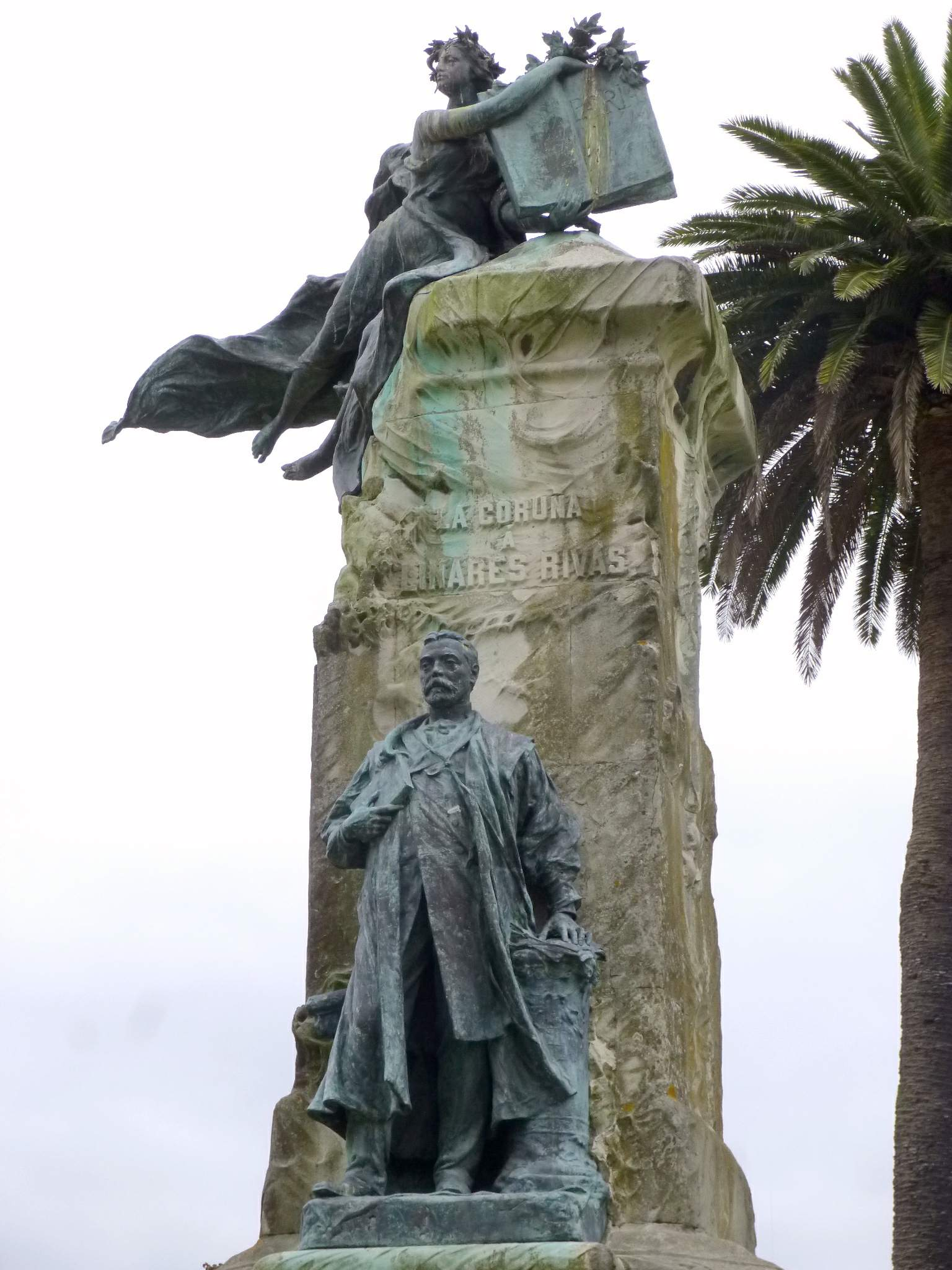
Monumento a Aureliano Linares Rivas.

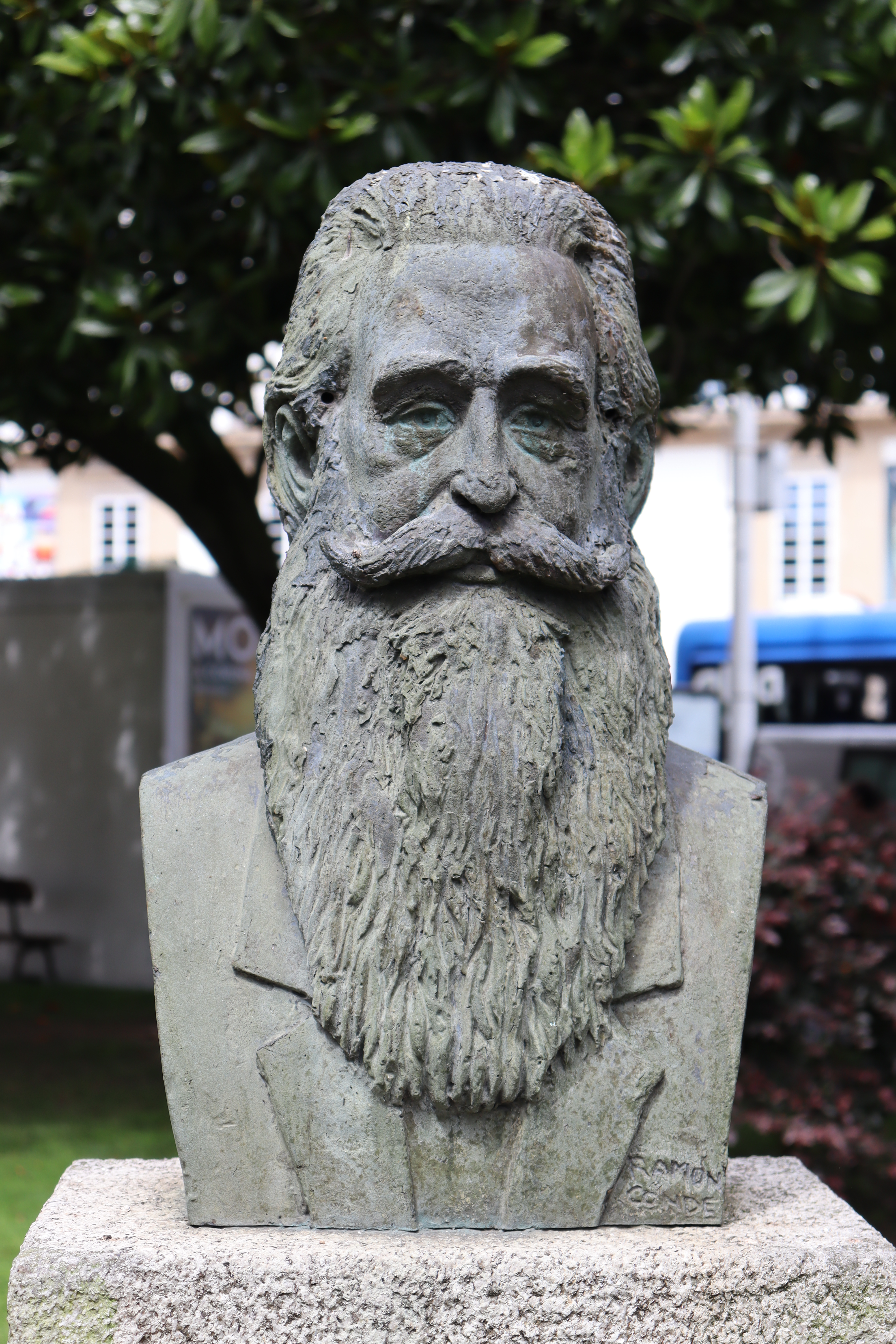
Busto de Valle-Inclán.

En los jardines de Méndez Núñez se encuentran varias esculturas dedicadas a diversas figuras. La primera fue la dedicada al diputado Daniel Carballo, de Agustín Querol (1896), sobre un pedestal de Pedro Mariño. Sin embargo, más interesante artísticamente es el monumento que el mismo autor dedicó a Aureliano Linares Rivas en 1912.
Destacan también los monumentos a Concepción Arenal, de Rafael González Villar, y a Emilia Pardo Bazán, de Lorenzo Coullaut Valera, ambos de 1916, y el monumento a Curros Enríquez, de Francisco Asorey (1928-1934).
Los personajes que tienen monumentos dedicados son Alfredo Suárez Ferrín (Ramón Conde), Valle-Inclán (Ramón Conde, 1986), Wenceslao Fernández Flórez (José Castiñeiras Iglesias, 1985), Castelao (Manuel Ferreiro Badía, 1986), Manuel Murguía (Fernando Cortés Bugía), Juan Fernández Latorre (José Escudero, 1958), el doctor Hervada (José Escudero), Eduardo Pondal (Fernando Cortés Bugía) y John Lennon (José Luis Ribas Fernández, 2005).
Existen además los monumentos al libro y a sus creadores (Buciños, 1976) y lo que conmemora el Año Internacional del Niño (Mon Vasco). Los monumentos de Felipe de Moratilla a Themys y Baco y al pescador napolitano fueron trasladados al almacén municipal y al Aquarium Finisterrae respectivamente.